# ベクトルの成分分解

の への射影 a1 と の からの反射影 a2.

成す角が π/2 < θ ≤ π のときは、射影ベクトル a1 は に対して反対の方向を持つ。

線型代数学における空間ベクトル a の適当な非零ベクトル b 方向およびその法方向への分解（ぶんかい、英: vector resolution）{\displaystyle \mathbf {a} =\mathbf {a} _{1}+\mathbf {a} _{2}=\mathbf {a} _{\parallel \mathbf {b} }+\mathbf {a} _{\perp \mathbf {b} }} を考えるとき、b-方向成分 (vector component) a1 = a∥b は、a と b の成す角を θ とすれば {\displaystyle \mathbf {a} _{\parallel \mathbf {b} }:=|\mathbf {a} |\cos \theta \;{\hat {\mathbf {b} }}={\frac {\mathbf {a} \cdot \mathbf {b} }{|\mathbf {b} |\,|\mathbf {b} |}}\mathbf {b} \qquad (\cos \theta ={\frac {\mathbf {a} \cdot \mathbf {b} }{|\mathbf {a} |\,|\mathbf {b} |}})} で与えられる。これは a の始点を通り b に平行な直線への正射影ベクトルであり、a の b（の上）への(ベクトル)射影 (vector projection) とも呼ばれ、その「符号付き」大きさ |a|cos θ = a⋅ はしばしば b へのスカラー射影 (scalar projection) とも呼ばれる。大きさの「符号」は射影 a∥b と b の向き（プラスならば同方向、マイナスならば逆方向）を表している。
a の b の法方向の成分ベクトル a2 = a⊥b はしばしば a の b からの(ベクトル)反射影 (vector rejection from b) と呼ばれ、b に直交する平面（一般には超平面）（の上）への a の正射影ベクトルとして与えられる。a = a∥b + a⊥b に注意すれば、反射影ベクトルは {\displaystyle {\begin{aligned}\mathbf {a} _{\perp \mathbf {b} }&=\mathbf {a} -\mathbf {a} _{\parallel \mathbf {b} }\\&=\mathbf {a} -|\mathbf {a} |\cos \theta \;{\hat {\mathbf {b} }}=\mathbf {a} -{\frac {\mathbf {a} \cdot \mathbf {b} }{|\mathbf {b} |\,|\mathbf {b} |}}\mathbf {b} \end{aligned}}} と書ける。

## 性質

0° ≤ θ ≤ 90° のときには、 の へのスカラー射影は射影ベクトルの大きさに一致する。

### スカラー射影
a の b へのスカラー射影 a1 ≔ a⋅ は a と b の成す角 θ が π/2 < θ ≤ π のときは負符号を持つ。成す角が π/2 より小さいときにはベクトル射影の大きさ |a∥b| に一致する。まとめると
- a1 =  |a∥b| (0 ≤ θ ≤ π/2 のとき);
- a1 = −|a∥b| (π/2 < θ ≤ π のとき).

### ベクトル射影
a の b への射影ベクトル a∥b は零ベクトルであるかさもなくば b に平行である。
- a∥b = 0 (θ = 90° のとき);
- a∥b は b と同方向 (0° ≤ θ < 90° のとき);
- a∥b と b は逆方向 (90° < θ ≤ 180° のとき).

### ベクトル反射影
a の b からの反射影 a⊥b は零ベクトルであるかさもなくば b に直交する。
- a⊥b = 0 (θ  = 0°, 180° のとき);
- a⊥b は b に垂直 (0° < θ < 180° のとき).

## 行列表現
適当なベクトル方向への射影は射影行列として表現することができる。単位ベクトル a ≔ (ax, ay, az) への射影は行列 {\displaystyle P_{a}:=aa^{\top }={\begin{pmatrix}a_{x}\\a_{y}\\a_{z}\end{pmatrix}}{\begin{pmatrix}a_{x}&a_{y}&a_{z}\end{pmatrix}}={\begin{pmatrix}a_{x}^{2}&a_{x}a_{y}&a_{x}a_{z}\\a_{x}a_{y}&a_{y}^{2}&a_{y}a_{z}\\a_{x}a_{z}&a_{y}a_{z}&a_{z}^{2}\\\end{pmatrix}}} を掛ければよい。

## 一般化
ベクトルの長さおよびベクトル間の角度の概念は任意の n-次元内積空間に対して一般化することができるから、ベクトルの直交射影、別のベクトルに対する射影・反射影の概念も同じくそのような状況設定に対して一般化することができる。内積空間によってはその内積を点乗積で与えることができるものもあるが、そうでない場合には射影や反射影の厳密な定義においては点乗積ではなくその空間における内積を用いることにしなければならない。
例えば三次元内積空間に対して、ベクトルの射影・反射影の概念は「平面への」射影および「平面からの」反射影という形で一般化される。ベクトルの平面への射影とはその平面への直交射影のことであり、平面からの反射影はその平面に直交する直線の上への直交射影として与えられる。これらはともにベクトルであり、前者は平面と平行、後者は平面に垂直である。与えられたベクトルと平面の組に対して、そのベクトルのその平面に関する射影と反射影との和はもとのベクトルに一致することに注意する。同様に、より高次元の内積空間ではベクトルの射影・反射影の概念を超平面に対する射影・反射影として一般化できる。
幾何代数においては、射影・反射影の概念はさらに拡張されて、任意の可逆 k-ブレードに対する一般の多重ベクトルの射影・反射影の概念が与えられる。